# Likovi iz serije 'Allo 'Allo!
Likovi iz serije 'Allo 'Allo!:

## René François Artois
René je vlasnik Café Artoisa u okupiranom francuskom gradu Nouvionu u Drugom svjetskom ratu. Iako nije osobito privlačan, pravi je magnet za žene. Mora skrivati svoju ljubavnu aferu s konobaricama Mariom i Yvette od svoje žene Edith, ali i aferu s Mariom od Yvette. Nadalje, njegov café koristi Francuski pokret otpora, koji vodi Michelle, kao stožer za skrivanje britanskih pilota. Također mora čuvati Van Klompovu Posrnulu Djevicu s velikim cicama od Herr Flicka iz Gestapa, koji je želi postali Hitleru u Berlin, po naredbi gradskog načelnika kapetana Von Strohma.
Tumačio ga je Gorden Kaye.

## Edith Melba Artois
Reneova supruga. Poznata je po svome nepodnošljivom pjevanju zbog kojeg gosti stavljaju sir u uši da je ne bi čuli. Glumila ju je Carmen Silvera.

## Madame Fanny La Fan
Majka Reneove žene Edith, živi na katu kafića Artois i vječni je hipohondar, naravno mrzi svog zeta. Glumila ju je Rose Hill.

## Yvette Carte-Blanche
Konobarica u Reneovu kafiću. Rene s njom ima aferu za koju ne zna njegova žena, i rado bi pobjegao s Yvette od svega što ga okružuje. Tumačila ju je Vicki Michelle.

## Maria Recamier
Jedna od konobarica. Bila je i prostitutka. Na kraju 3. sezone slučajno je prebačena u Švicarsku i nikada je više nisu vidjeli. Glumila ju je Francesca Gonshaw.

## Mimi Labonq
Jedna od konobarica u kafiću Renea. Rene je također s njom imao aferu za koju Reneova žena Edith nije znala.  Glumila ju je Sue Hodge.

## Michelle Dubois
Vođa Pokreta u gradiću. Rečenica kojom počinje svaki razgovor je "Slušajte me pozorno, ovo ću reći samo jednom..."

## Monsieur Roger LeClerc
Rođak Ernesta LeClerca. Tumačio ga je Jack Haig. Nakon Haigove iznenadne smrti između 5. i 6. sezone, objašnjeno je kako su Roger LeClerc i Ernest LeClerc zamijenili mjesta. LeClerc je bio zaljubljen u gospođu Fanny.

## Monsieur Ernest LeClerc
U 6. sezoni, njegovu ulogu je tumačio glumac Derek Royle. Nakon Royleove iznenadne smrti između 6. i 7. sezone ulogu je preuzeo Robin Parkinson. Ernest LeClerc je bio rođak Rogera LeClerca. Ernest LeClerc je bio zaljubljen u gospođu Fanny, Edithinu majku, kao i Roger LeClerc.

## Monsieur Alphonse
Alphonse je pogrebnik, i ima vizit-karticu na kojoj piše Monsieur Alphonse, mrtvozornik, brzo i sa stilom, što je ujedno njegova najpoznatija rečenica u seriji. Nakon Renéove "smrti" zaljubio se u Edith i želi je oženiti, no kada saznaje da je René junak Otpora povlači se. Nakon nekog vremena Otpor njega proglašava junakom Francuske.
U seriji ga igra Kenneth Connor.

## General Erich Von Klinkerhoffen
Von Klinkerhoffen je njemački general koji je zadužen za Nouvion i širu okolicu. On je jedini njemački časnik u seriji koji je iznad Von Strohma. Kada je u Renéovom kafeu našao pravog Van Gogha odučio ga je kopirati, kopiju poslati Hitleru, a original prodati poslije rata.
U seriji ga tumači Hilary Minster.

## Pukovnik Kurt Von Strohm
U seriji tumači glavnog njemačkog zapovjednika u Nouvionu. Skoro uvijek je u pratnji satnika Geeringa. U Reneovu kafeu skriva sliku Posurnule Djevice s velikim cicama koju planira prodati poslije rata. Iako je Nijemac pomaže Reneu u mnogim zadacima koje mu zada Pokret Otpora.
U seriji ga tumači Richard Marner.

## Poručnik Hubert Gruber
Gruber se ponaša kao homoseksualac, no to nikad nije priznao, kao ni svoju simpatiju prema Renéu. Često nađe Renéa u neugodnim situacijama, kao na primjer kada uđe u sobu i nađe Renéa u donjem rublju. No unatoč svemu ovome, u zadnjoj epizodi saznajemo da se Gruber oženio Helgom s kojom je imao šestero djece poslije rata.
Gruber je asistent generala Von Klinkerhoffena i živi u lokalnom dvorcu.
U seriji ga portertira Guy Siner. Gruber ima "mali tenk" kojeg vozi neviđeni Clarence.

## Satnik Hans Geering
Von Strohmov zamjenik, slučajno završi u Engleskoj umjesto britanskih pilota. U 7. sezoni Rene i Edith ga ponovno susreću zato što su završili u Engleskoj pa ih Hans mora ispitati.

## Satnik Alberto Bertorelli
Časnik talijanske vojske. Poslan kao zamjena Geeringu kada je ovaj završio u Engleskoj. Od 4. do 6. sezone tumačio ga je Gavin Richards. U 7. sezoni tumači ga Roger Kitter. Nakon 7. sezone, lik napušta seriju bez objašnjenja.

## Herr Otto Flick
Herr Flick je poznat po svom karakterističnom Gestapovskom hodu i korištenju riječi "Gestapo" kao pridjev, npr. "Moj moćni gestapo teleskop".
Također je poznat po isticanju njegovog srodstva s Himmlerom, koji mu je bio krsni kum. 
On tekođer koristi Helgu kao pomoćnicu, no u mnogim situacijama zahtjeva njezine strastvene poljupce i pogled na njezino donje rublje.
Na kraju 8. sezone Richard Gibson, koji je glumio Herr Flicka odlazi, i na njegovo mjesto dolazi David Janson. Ova se promjena dogodila zato što je Flick na početku 9. sezone imao plastičnu operaciju lica kako bi, kad saveznici dođu u Nouvion, mogao pobjeći u Argentinu.
No, to mu na kraju nije uspjelo.

## Vojnikinja Helga Geerhart
Helga je poznata po skidanju odjeće bez ikakvog razloga tako otkrivajući svoje erotsko donje rublje. Ovo je možda parodija na britanski strip lik Jane, popularna za vrijeme Drugog svjetskog rata koje je često gubila odjeću i bila nađena u donjem rublju.
Helgini pokušaji da zavede Herr Flicka su neuspješni. Takvi pokušaji uglavnom uključuju strastvene poljupce.
Kad najavljuje nečiji dolazak ili izdaje zapovijedi za donošenje nekog predmeta, Helga izviče ime/zapovijed jako glasno, npr. "GENERAL VON KLINKERHOFFEN!".
Tumačila ju je Kim Hartman.

## Herr Engelbert Von Smallhausen
Von Smallhausen je pomoćnik Herr Flicka, ima karakterističan Gestapovski hod. Pojavljivao se od 2. do 9. sezone.
U seriji ga tumači John Luis Mansi.

## Časnik Crabtree
Englez koji glumi da je francuski policajac ne bi li pomogao Pokretu otpora. Očajno govori francuski i svaki put kada uđe u Reneov kafić pozdravlja s "Good mourning", u Hrvatskoj prevedeno kao "Dobar jutar!". U seriji ga tumači Arthur Bostrom.

## Lt. Fairfax
Britanski pilot kojeg Pokret otpora skriva u Reneovom kafiću i redovito pokušava prebaciti u Englesku.

## Lt. Carstairs
Također britanski pilot kojeg Pokret otpora skriva u Reneovom kafiću i redovito pokušava prebaciti u Englesku.

## General Leopold von Flockenstuffen
General koji je neko vrijeme zamjenjivao Von Klinkerhoffena. Pretpostavlja se da je homoseksualac jer je otprije znao za Gruberove sklonosti. Tumačio ga je Ken Morley.

## Denise Laroque
Originalni vođa Komunističkog Otpora. Pojavljivala se samo u 5. sezoni.

## Louise
Vođa Komunističkog Otpora od 6. do 9. sezone. Glumila ju je Carole Ashby